# رون ستانيفورث
رون ستانيفورث (بالإنجليزية: Ron Staniforth)‏ مواليد 13 أبريل 1924 في مانشستر - الوفاة 5 أكتوبر 1988 في إنجلترا، كان لاعب ومدرب كرة قدم إنجليزي كان يلعب كمدافع. سبق له أن لعب في كأس العالم لكرة القدم مع منتخب بلاده. لعب خلال مسيرته 473 مباراة سجل خلالها 3 أهداف.

## المسيرة الاحترافية

### أندية لعب لها
- ستوكبورت كونتي
- هدرسفيلد تاون
- شيفيلد وينزداي
- نادي بارو

## روابط خارجية
- رون ستانيفورث على موقع الاتحاد الدولي (مؤرشف)  (الإنجليزية)
- رون ستانيفورث على موقع قاعدة بيانات كرة القدم.إي يو (الإنجليزية)
- رون ستانيفورث على موقع ناشيونال فوتبول تيمز (الإنجليزية)
- رون ستانيفورث على موقع Soccerway.com (الإنجليزية)
- رون ستانيفورث على موقع عالم كرة القدم.نت (الإنجليزية)